# Paolo Aringhi
Paolo Aringhi est un religieux et écrivain italien. Né en 1600 à Rome, il y est décédé en 1676.

## Biographie
Il était prêtre de l'Oratoire de Rome.

## Œuvres
Aringhi est principalement connu par une traduction latine de l’ouvrage de Bosio, intitulé Roma sotterranea, qu'il accompagna de savants commentaires (1651). L'ouvrage est réputé pour sa description des catacombes Il en a paru, Cologne et Paris, en 1659, une édition plus complète et plus correcte. En 1668, Christophe Baumann en a publié un extrait en langue allemande, qui a été imprimé à Arnheim, et réimprimé, en 1671, in-12. Cette même année 1671, il en a aussi paru un extrait en langue latine, imprimé dans la même ville, in-12. Artaud en a donné un extrait raisonné dans son Voyage aux Catacombes de Rome, 1810, in-8°. Antonio Bosio avait écrit en italien cette Roma sotterranea, publiée après sa mort, et avec des additions considérables de Giovanni Severano, par les soins de Charles Aldrobandino, à Rome, 1632, format d’atlas ; mais l’ouvrage était très-incomplet. Aringhi l’a porté à un tel degré de perfection, que tous ceux qui ont parlé de son travail en ont fait l’éloge. On y trouve des recherches importantes sur les antiquités ecclésiastiques. On a encore d’Aringhi : Monumenta infelicitatis, sive Mortes peccatorum pessimæ, Rome, 1664, 2 vol. in-fol. ; et : Triumphus pænitentiæ, seu selectæ pænitentium Mortes, Rome, 1670, in-fol.